# Strø Bjerge
Strø Bjerge er en næsten 22 km lang bakkeformation, der med sine skår og åse strækker sig fra Arresø i nordvest til Lystrup Skov ved Slangerup i sydøst. Den største af de langstrakte bakker er 8 km lang og næsten 400 m bred og dermed Danmarks største, omend ikke højeste, bakke. Fra højdedragene er der flere steder storslåede udsigter over de nordsjællandske landskaber.
Åsene er dannet under isens afsmeltning for ca. 12.000 år siden ved at sand og grus aflejrede sig på bunden af isdæmmede søer. Da isen forsvandt, stod disse bundaflejringer tilbage i en højde på indtil 20 m som lange bakker.
Ifølge den folkelige overlevering er Strø Bjerge dannet på en helt anden måde. Der var nemlig engang en trold, der blev vred på Farum by. Han besluttede derfor at begrave byen med jord. Jorden hentede han der, hvor Arresø nu er. Han kom den i en sæk og begav sig af sted mod Farum. Da han var kommet et stykke vej, gik der hul på sækken, men først, da han var på vej forbi Strø opdagede han at jorden fossede ud. Han stak en finger i hullet, men det hjalp kun et øjeblik, så gik der igen hul i sækken. (Ud for Strø er der et hul i åsen.) Da trolden var kommet lidt længere, opdagede han at sækken var næsten tom. I raseri kastede han nu resten af sækkens indhold i retning mod Farum. Det kom imidlertid ikke længere end lidt forbi Gørløse til det nuværende Vildbjerg. På den måde blev både Arresø, Strø Bjerg og Vildbjerg dannet. Og Farum blev skånet for denne gang.
Geologisk hører Strø Bjerge sammen med Danmarks største tunneldalsystem, der strækker sig mellem Slangerup, Gørløse og via Buresø, Bastrup Sø, Farum Sø, Furesøen, Lyngby Sø, Bagsværd Sø og Mølleåen helt ud til  Øresund. Tunneldalene blev dannet under istiden, da de store bræer langsomt skød sig frem gennem landskabet.
Den samlede længde af dette tunneldalsystem er næsten 70 km.
55°53′00″N 12°09′00″Ø / 55.8833°N 12.15°Ø